# Téléphérique de Funchal
 (juillet 2017).
Si vous disposez d'ouvrages ou d'articles de référence ou si vous connaissez des sites web de qualité traitant du thème abordé ici, merci de compléter l'article en donnant les références utiles à sa vérifiabilité et en les liant à la section « Notes et références ».
Le téléphérique de Funchal  (en portugais :Teleférico do Funchal ) est un téléphérique situé à Funchal, sur l'île portugaise de Madère. Il permet de relier le centre-ville de Funchal à Monte, où se trouve le jardin tropical de Monte. Le téléphérique comporte 39 cabines d'une capacité de 7 places chacune. Des cabines se dégage une vue sur l'ensemble de la ville de Funchal ainsi que sur l'océan qui la borde. L'emprunt y est payant. Il fonctionne toute l'année chaque jour du lundi au dimanche, sauf le 25 décembre. 